# Малюшицкий, Николай Кириллович
Николай Кириллович Малюшицкий (укр. Микола Кирилович Малюшицький, 14 (26) января 1872, Белыничи (ныне Могилёвской области Белоруссии) — 28 августа 1929, Киев) — белорусский и украинский советский учёный- растениевод и физиолог растений, специалист в области прикладной ботаники, агрохимии, растениеводства, селекции и агротехники сельскохозяйственных культур. Профессор (1921). Академик. Действительный член АН Белорусской ССР (с 1928).

## Биография
Из дворян Могилёвской губернии. Выпускник Московского сельскохозяйственного института (1898).
В 1900—1914 преподавал на кафедре ботаники агрономического факультета Киевского политехнического института, в 1914—1920 — директор и заведующий отделом прикладной ботаники Киевской краевой сельскохозяйственной исследовательской станции.
С 1921 года заведовал кафедрой растениеводства Киевского сельскохозяйственного института (ныне — Национальный университет биоресурсов и природопользования). Руководил секцией физики и химии грунтов, проводил роботу по изучению биологии и селекции картофеля.
Академик Белорусской академии наук, профессор Н. К. Малюшицкий — организатор, первый директор и научный руководитель Центральной картофельной опытной станции в совхозе «Большая Слепянка» на северо-восточной окраине г. Минска (1928).
Профессор Н. К. Малюшицкий был членом Постоянной комиссии по изучению природных богатств Украины, комиссии по изучению сортов сельскохозяйственных растений и урожая при кафедре биологии сельскохозяйственных растений (1928), активным участником Киевского общества сельского хозяйства и сельскохозяйственной промышленности, одновременно преподавая на сельскохозяйственных курсах при этом обществе.
Скончался 28 августа 1929 года. Урна с его прахом захоронена в стене одного из учебных корпусов Национального университета биоресурсов и природопользования по улице Героев Обороны № 13.

## Научная деятельность
Область научных интересов: агрохимия, прикладная ботаника, селекция и агротехника.
Профессору Н. К. Малюшицкому принадлежит особая роль в истории развития селекции картофеля на Украине. В частности, плодотворные результаты были в его научной деятельности на Киевской краевой сельскохозяйственной исследовательской станции. Здесь им был создан первый сорт картофеля украинской селекции, названый в честь автора Пирожок Малюшицкого. Систематизированная работа с культурой картофеля проводилась согласно основных заданий: всестороннего изучения биологии и физиологии Solanum tuberosum L.; сортоведения картофеля; изучения сортов местного и привезённого картофеля; исследования наиболее выдающихся сортов; селекции наиболее выдающихся старых сортов; выведения новых сортов картофеля; разведения лучших элит, имеющихся на станции; участия во всеукраинском и всесоюзном сортоиспытании картофеля; изучения местных способов сохранения картофеля и доработки наиболее рациональных из них.
Его работы оказали значительное влияние на развитие агрономических исследований в сельскохозяйственных опытных учреждениях страны. Созданная им опытная станция в Белоруссии явилась пионером в развитии широких селекционно-генетических скрещиваний в СССР и прежде всего с фитофторо- и морозоустойчивыми видами.
Н. К. Малюшицкий — автор классической работы о влиянии осмотического давления грунтового раствора на рост, развитие и урожай зерновых культур, сахарной свеклы и картофеля.

## Избранные труды
Опубликовал более 20 научных работ.
- К вопросу о значении эвапораметрических показаний для запросов сельскохозяйственной практики // Изв. Моск. с.-х. ин-та. 1900. Ч.6. Кн.3.
- Сельскохозяйственные опытные станции и коллективные опыты Киевской губернии (1918),
- К посеву картофеля (1922),
- Уплив грунтовоi вогкости на врожай бульб раннього рожевого тана % крахмалю в ним (1922),
- Отдел прикладной ботаники и селекции (1929),
- Картофель (1929).